# ハワード・H・ベーカー・ジュニア
ハワード・ヘンリー・ベーカー・ジュニア（Howard Henry Baker Jr., 1925年11月15日 - 2014年6月26日）は、アメリカ合衆国の政治家、連邦上院議員（テネシー州選出、1967年 - 1985年)。上院で少数党院内総務（1977年-1981年）、多数党院内総務（1981年 - 1985年）を務める。その後レーガン政権で大統領首席補佐官（1987年 - 1989年）。ジョージ・W・ブッシュ政権で駐日大使（2001年 - 2005年）。所属政党は共和党。宗教は長老派で愛称は大物である。急進的な保守派の多い南部出身の共和党員の中にあって、穏健派の重鎮と看做された。

## 経歴

### 生い立ち
下院議員を務めたハワード・ベーカーの息子として、テネシー州ハンツヴィルに生まれる。彼の継母、アイリーン・ベイリー・ベーカーも下院議員であった。テネシー大学のロー・スクールを1949年に修了した。第二次世界大戦中の1943年から1946年にかけて、海軍士官としての軍歴がある。ロー・スクールを修了後は地元テネシー州の法律事務所に勤める。

### 上院議員として
1964年の上院議員選挙に共和党から立候補するが、落選する。当時テネシー州は民主党の強固な地盤であった。1966年に再び上院議員選に挑戦し、今度は当選する。ベーカーは南北戦争後の再建期以降、初めてテネシー州から選出された共和党の上院議員であった。また、南部（テキサス州を除く）から初めて再建期以降に選挙で選出された共和党の上院議員でもあった。（当時唯一南部出身の共和党所属の上院議員であったストロム・サーモンドは、1964年に民主党から共和党に鞍替えした。）
1973年にウォーターゲート事件が発覚した際には、設置された上院ウォーターゲート特別委員会の副委員長に就任し、公正中立に真実を明らかにする立場から、共和党内からいち早くニクソン大統領を追及する姿勢を見せた。このことは党派に囚われない公正な政治家としてのベーカーの名声を高めた。1977年に共和党上院院内総務であったヒュー・スコット上院議員が引退したのを機に、院内総務に就任。パナマ運河返還問題では、党内に根強い返還反対の声を押し切り、返還賛成でまとめ上げ、パナマ運河返還条約（新パナマ運河条約）締結を実現するなど、強い指導力を見せた。1980年の共和党大統領予備選に立候補するが、ロナルド・レーガン元カリフォルニア州知事に敗れる。この年の選挙で共和党が勝利し、多数党となると、ベーカーは名実共に上院の最高指導者となった。1984年の改選の際には立候補せず、上院を去った。上院では強いリーダーシップを発揮し、歴代院内総務の中でも傑出した人物の一人と看做されている。またベーカーは、民主党が圧倒的な強さを誇った地元テネシー州における共和党組織の構築に大きな功績を果たし、同州での共和党の勢力を民主党に伍すものにした。

### 大統領首席補佐官として
1988年の大統領選挙に向けた運動を開始するが、1987年に、イラン・コントラ事件で揺れていたレーガン政権の大統領首席補佐官に就任するよう要請され、大統領選への出馬をあきらめ就任した。就任後は、政権への国民の信頼回復に努めた。ベーカーは前任者のドナルド・リーガンやジェイムズ・ベイカーのように事実上の首相として強権を振るうことに対して批判的であったが、十分に指導力を発揮した。

### 駐日大使として

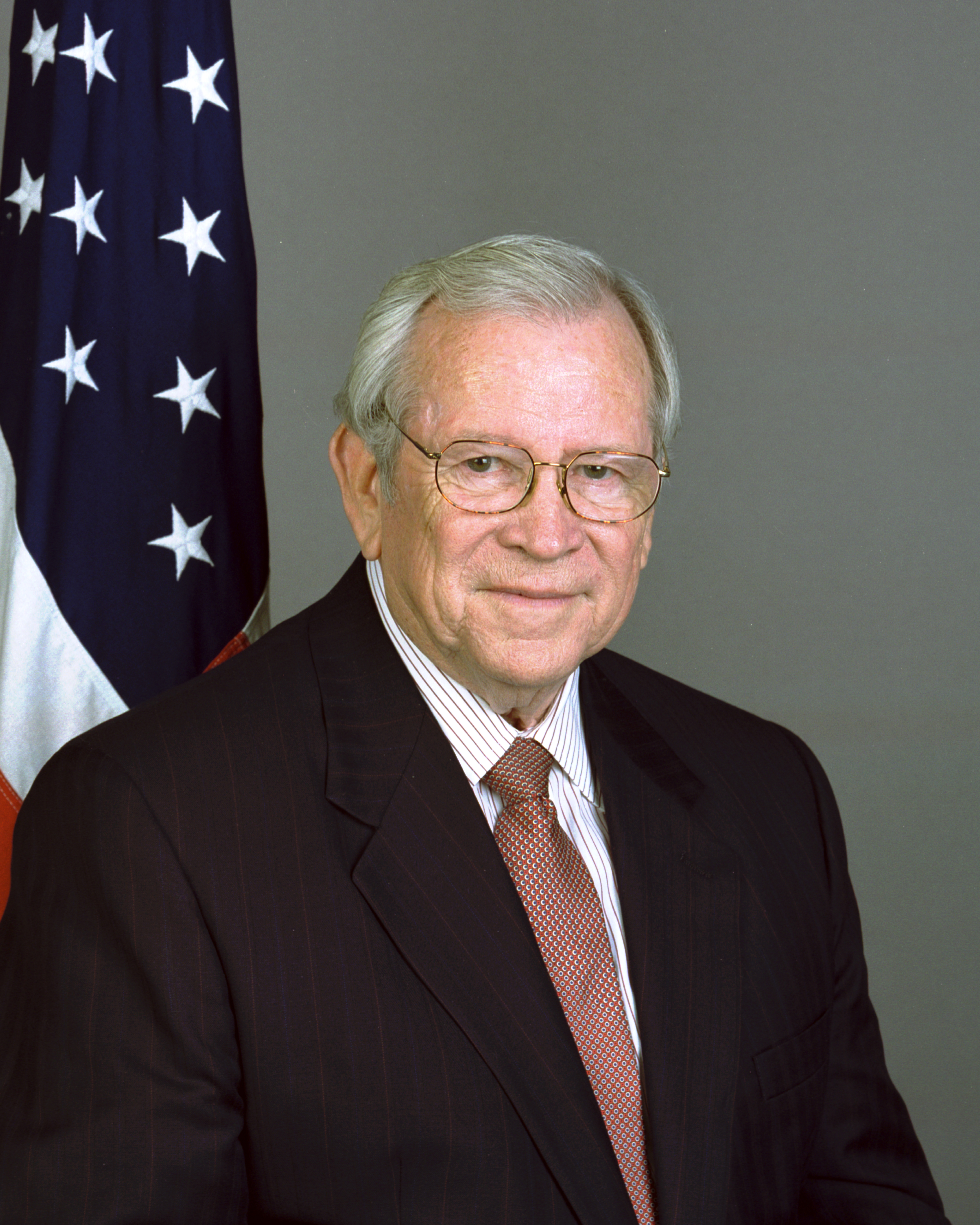
駐日大使時の肖像写真

ベーカーは、上院議員当時から知日派、親日派として知られた。この経歴を買われ、2001年にジョージ・W・ブッシュ大統領により駐日大使に任命された。自衛隊のイラク派遣など日米間の重要問題では、「大物大使」として日米間の調整役を担い活躍した。2005年に駐日大使を退任した。
彼の在任中、前任者に引き続き、駐日アメリカ合衆国大使館の敷地賃貸料の滞納を重ね、ついに一度も支払われることなく任期を終えた。
退任後はシティ・グループの顧問を務めた。
2009年1月、日本経済新聞の連載企画である私の履歴書において、彼の半生記が掲載された。
2014年6月26日、脳卒中による合併症のためにテネシー州の私邸にて亡くなった。88歳没。

## 家族
ベーカーの最初の妻はエヴァレット・ダークセン上院議員の娘であった。最初の夫人と死別してからかなりたった1996年、彼は、アルフ・ランドン共和党大統領候補（1936年）の娘、ナンシー・ランドン・カッセバウム上院議員と再婚した。

## 栄典
ベーカーは1984年に上院議員としての功績からアメリカ合衆国文民に与えられる最高の栄誉である大統領自由勲章を授けられている。また2008年には、桐花大綬章（旧勲一等旭日桐花大綬章）の叙勲を受けた。

## ハワード・H・ベーカー・ジュニア公共政策センター
ベーカーの業績を記念してテネシー大学に作られた。執務室を再現した応接間には日本で受けた勲章や日本の美術品が陳列され、壁にはベーカーが日本各地で撮影した写真が飾られている。屋上には箱庭風の庭園が造られている。

## 著書
『超党派の精神』（春原剛訳、日本経済新聞出版社;2009年）
※上述の私の履歴書の単行本化。英語版も収録。